# パキスタンの国旗
パキスタンの国旗は、緑・白で三日月と星がデザインされた旗である。
もともと1906年にデザインされ、1947年の独立時に正式に制定された。
緑はイスラム教を象徴する色で、竿側に白を使用する。この白はイスラム教徒以外の少数派の存在を示している。また中央には進歩を示す三日月と、光と知識を示す星があしらわれている。この三日月と星の組み合わせは、トルコの国旗などイスラム教国家の国旗でしばしば使用されるモチーフである。
パキスタン国旗の名称は「緑月旗（ウルドゥー語: سبز ہلالی پرچم, ラテン文字転写: Sabz Hilali Parcham）」と呼ぶ。
なお、この旗は縦長に掲揚してはならない。

?商船旗
?軍艦旗
海軍用国籍旗
空軍旗

## 過去の旗

?植民地時代のブルー・エンサイン
?植民地時代のレッド・エンサイン
?植民地時代のインド総督旗
?1956年から1958年までの商船旗
?1956年から1967年までの大統領旗
?1974年から1998年までの大統領旗